# Perdrix grise des Pyrénées
Perdix perdix hispaniensis
Sous-espèce
Statut de conservation UICN

 LC  : Préoccupation mineure
La Perdrix grise des Pyrénées (Perdix perdix hispaniensis) est une sous-espèce de Perdrix grise endémique de la cordillère Cantabrique et des Pyrénées, dans le Sud-Ouest de l'Europe.
La Perdrix grise vit généralement dans les plaines au climat océanique ou continental plutôt froid d'Eurasie et d'Amérique du Nord. Dans le Sud de la zone de répartition où le climat est plus chaud, la Perdrix grise des Pyrénées vit en altitude, dans les soulanes, c'est-à-dire les zones ouvertes de pâturages exposées au sud.

## Systématique
Le nom valide complet (avec auteur) de ce taxon est Perdix perdix hispaniensis Reichenow, 1892.
Ce taxon porte en français le nom vernaculaire ou normalisé suivant : Perdrix grise (sous-espèce ibérique).
Perdix perdix hispaniensis a pour synonymes :
- Perdix hispaniensis Reichenow, 1892